# 泰勒地区讷伊
泰勒地区讷伊（法語：Neuilly-en-Thelle，法語發音：[nœji ɑ̃ tɛl]），或纯音译作讷伊昂泰勒，是法国瓦兹省的一个市镇，属于桑利斯区。

## 地理
泰勒地区讷伊（49°13'25"N, 2°17'7"E）面积15.73 平方千米，位于法国上法蘭西大區瓦兹省，该省份为法国北部内陆省份，北起索姆省，西接厄尔省和滨海塞纳省，南至塞纳-马恩省和瓦兹河谷省，东临埃纳省。
与泰勒地区讷伊接壤的市镇（或旧市镇、城区）包括：于利圣乔治、锡尔莱梅洛、泰勒地区克鲁伊、迪约多内、埃尔屈、泰勒地区弗雷努瓦、莫朗格勒、皮瑟勒欧贝热。

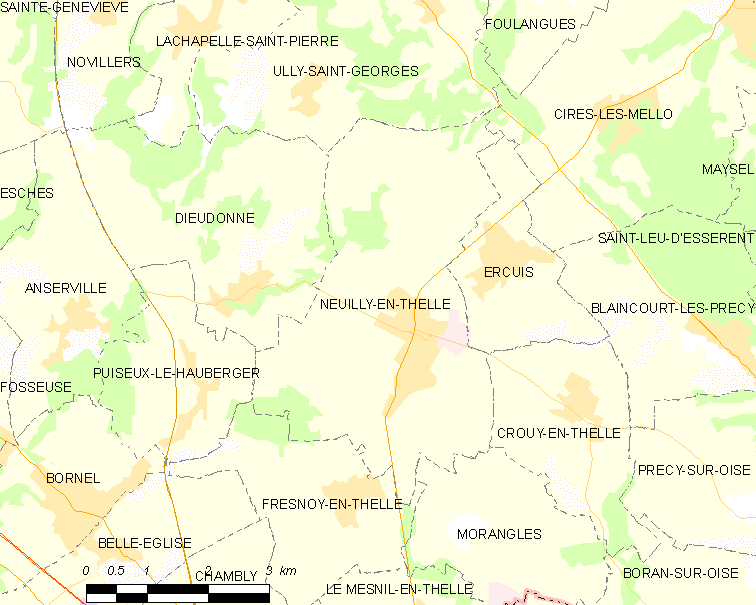
泰勒地区讷伊的OSM定位图

泰勒地区讷伊的时区为UTC+01:00、UTC+02:00（夏令时）。

## 行政
泰勒地区讷伊的邮政编码为60530，INSEE市镇编码为60450。

## 政治
泰勒地区讷伊所属的省级选区为梅吕县。

## 人口

1962-2008年间泰勒地区讷伊人口变化图示

泰勒地区讷伊于2022年1月1日时的人口数量为4132人。